# Paź cesarski madagaskarski
Paź cesarski madagaskarski (Papilio morondavana) – gatunek motyla z rodziny paziowatych, występujący naturalnie na Madagaskarze.